# Tommy Hammarström
Gunnar Tommy Hammarström, född 13 februari 1946 i Valdemarsvik, är en svensk författare. Hammarström var kolumnist i tidningen Expressen, och började skriva i tidningen år 1971..
Hammarström är gift med skådespelaren Solveig Ternström.

## Priser och utmärkelser
- Årets Pandabok 2005